# Естебан Гутьєррес
Естебан Мануель Гутьєррес Гутьєррес (ісп. Esteban Manuel Gutiérrez Gutiérrez; народився 5 серпня 1991 року в Монтерреї, Мексика) — мексиканський автогонщик.

## Основна інформація

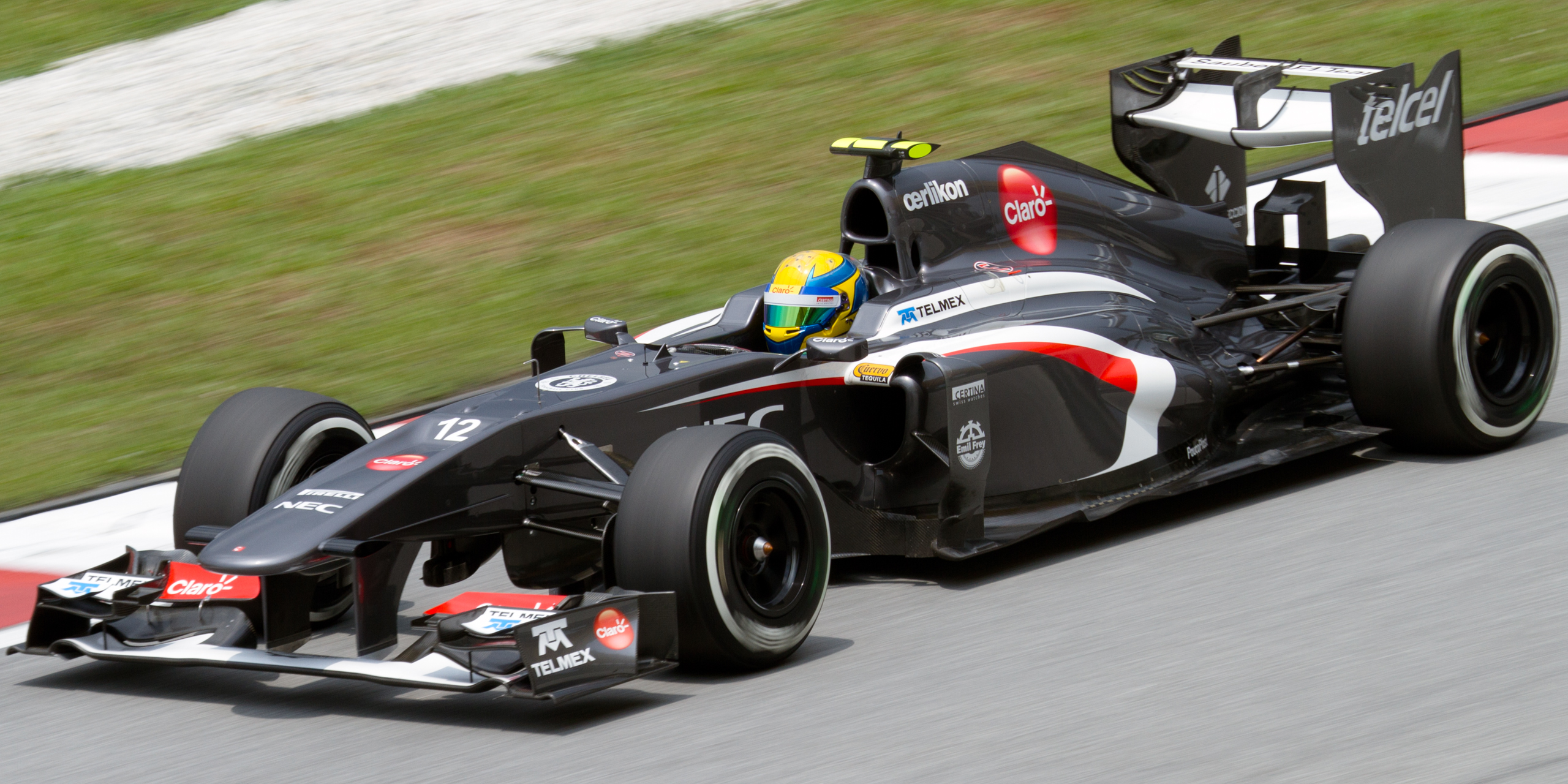
Гутьєррес у Малайзії (2013)

Естебан походить із заможної сім'ї, оскільки його батькам належить компанія Multigama Internacional SA de C.V. У сім'ї Гутьєрреса крім Естебана було ще п'ятеро дітей, його мама в якийсь момент захопилася книгами з педагогіки та самостійно написала кілька книг на цю тематику.
Першим видом спорту, яким захопився мексиканець став баскетбол. Після декількох років занять цією грою він отримав в ході одного з тренувань невелику травму, через яку змушений був кинути гру. Щоб якось зайняти дитину, батьки купили йому карт, який врешті і став основоположним чинником, що зумовило розвиток його автоспортивної кар'єри.

## Досягнення
- Бронзовий призер чемпіонату GP2 (2012).
- Чемпіон серії GP3 (2010).

## Повна таблиця результатів
Жирним шрифтом позначені етапи, на яких гонщик стартував з поулу.
Курсивом позначені етапи, на яких гонщик мав найшвидше коло.
| Рік  | Команда        | Шасі               | Двигун                     | 1      | 2        | 3        | 4      | 5      | 6        | 7       | 8      | 9        | 10       | 11       | 12     | 13     | 14       | 15     | 16     | 17       | 18     | 19     | 20  | Місце в чемпіонаті | Очки в чемпіонаті |
| ---- | -------------- | ------------------ | -------------------------- | ------ | -------- | -------- | ------ | ------ | -------- | ------- | ------ | -------- | -------- | -------- | ------ | ------ | -------- | ------ | ------ | -------- | ------ | ------ | --- | ------------------ | ----------------- |
| 2012 | Sauber F1 Team | Sauber F1 Team C31 | Ferrari 056 2.4 V8         | AUS    | MAL      | CHN      | BHR    | ESP    | MON      | CAN     | EUR    | GBR      | GER      | HUN      | BEL    | ITA    | SIN      | JPN    | KOR    | IND Тест | ABU    | USA    | BRA | -                  | -                 |
| 2013 | Sauber F1 Team | Sauber F1 Team C32 | Ferrari 056 2.4 V8         | AUS 13 | MAL 12   | CHN Схід | BHR 18 | ESP 11 | MON 13   | CAN 20  | GBR 14 | GER 14   | HUN Схід | BEL 14   | ITA 13 | SIN 12 | KOR 11   | JPN 7  | IND 15 | ABU 13   | USA 13 | BRA 12 |     | 16                 | 6                 |
| 2014 | Sauber F1 Team | Sauber F1 Team C33 | Ferrari 059/3 1.6 V6 turbo | AUS 12 | MAL Схід | BHR Схід | CHN 16 | ESP 16 | MON Схід | CAN 14† | AUT 19 | GBR Схід | GER 14   | HUN Схід | BEL 15 | ITA 20 | SIN Схід | JPN 13 | RUS 15 | USA 14   | BRA 14 | ABU 15 |     | 20                 | 0                 |

† Пілот не зміг завершити перегони але був класифікований подолавши понад 90% дистанції. 